# Унверт, Эллен фон
Эллен фон Унверт (нем. Ellen von Unwerth; род. 17 января 1954, Франкфурт-на-Майне) — фотограф, режиссёр, модель.

## Биография
Она работала моделью на протяжении десяти лет до того, как заняться фотографией.
Как фотограф, Эллен стала популярна, когда сняла Клаудиу Шиффер для рекламы джинсов Guess?.
Большинство работ Эллен фон Унверт посвящено эротической женственности.
Работы Эллен фон Унверт публиковались в журналах Vogue, Vanity Fair, Interview, The Face, Arena, L'Uomo Vogue и I-D.
Эллен также выпустила несколько книг с фотоработами. В 1991 году она выиграла первый приз на Международном фестивале Фэшн-фотографии (International Festival of Fashion Photography).
Фон Унверт является режиссёром нескольких короткометражных фильмов для модных дизайнеров и видеоклипов для поп-музыкантов.
Её музой является бразильская супермодель Адриана Лима.
Одна из последних её работ — оформление альбома Бритни Спирс Blackout.
Последняя книга — Story of Olga издательства Taschen 2012 с русской моделью Ольгой Родионовой.

## Альбомы
- Snaps 1994 (ISBN 0-944092-29-2)
- Wicked 1999 (ISBN 3-88814-899-5)
- Couples 1998 (ISBN 3-8238-0367-0)
- Revenge 2003 (ISBN 1-931885-14-1)
- Omahyra & Boyd 2005 (ISBN 2-914171-20-X)
- Plumes et Dentelles 2005 (ISBN 2-84114-772-X)
- The Story of Olga 2012

## Фильмы
- «I create myself» — Деми Мур (1997)
- «Naomi» — Кэтрин Хэммет
- «Wendybird» (короткометражный фильм для осенне-зимней коллекции Эрин Фетэрстон) — Кирстен Данст

## Статьи
- «Lady Chatterley» в MIXTE Magazine — Дарла Бэйкер (2006)

## Видеоклипы
- «Bring It On» — N'Dea Davenport (1998)
- «Electric Barbarella» — Duran Duran (1997)
- «Ain’t Nuthin' But a She Thang» — Salt-N-Pepa (1995)
- «Are 'Friends' Electric?» — Nancy Boy (1995)
- «Femme Fatale» — Duran Duran (1993)
- «I Will Catch You» — Nokko (1993)

## Сайты
- kamel mennour — Ellen von Unwerth
- Портфолио Эллен фон Унверт, 257 фотографий
- Ellen Von Unwerth на Sgustok Magazine
- Коллекции на staleywise.com